# Кулинич, Ксения Владимировна
Ксения Владимировна Кулинич (17 июня 2001, Пермь) — российская футболистка, защитница клуба «Рубин».

## Биография
Воспитанница пермского клуба «Звезда-2005», занималась с 9-летнего возраста, первый тренер — Баталова Юлия Валерьевна. Неоднократно становилась победительницей юношеских соревнований в зоне «Урал и Западная Сибирь». В 2018 году в составе сборной Пермского края стала бронзовым призёром первенства России среди девушек и признана лучшим защитником турнира.
В основной команде «Звезды» дебютировала в высшей лиге России 10 августа 2018 года в матче против ижевского «Торпедо». Ещё до того, в июне 2018 года сыграла первый матч за клуб в Кубке России и стала автором гола в матче 1/8 финала против екатеринбургского УРФУ (11:0). По итогам сезона 2018 года «Звезда» стала бронзовым призёром чемпионата и обладателем Кубка страны. В 2019—2020 годах оставалась в системе «Звезды», но за основную команду не выступала.
В 2021 году перешла в состав дебютанта высшей лиги «Рубин» (Казань).
В 2019 году дебютировала в молодёжной сборной России.